# Ignazio Candela
Ignazio Candela (Conversano, XVIII secolo – Conversano, XIX secolo) è stato un organista italiano, maestro di cappella e compositore di musica sacra attivo dal 1768 al 1803 presso la cattedrale di Conversano e le locali confraternite. Faceva parte dell'arciconfraternita del Purgatorio.

## Biografia
Nel 1791 guidò l'organaro Nicola De Simone nella realizzazione dell'organo a canne per la chiesa conversanese del Purgatorio, sede dell'omonima arciconfraternita. Lo strumento, recentemente restaurato, conserva quasi tutte le canne originali.
Tra il 1799 ed il 1803 scrisse alcune cantate in musica per il Venerdì santo, di cui però non resta più traccia.
Nel 1801 compose i 27 responsori per la Settimana santa, rarissimo esempio italiano in canto fratto a quattro voci.
È anche autore del Miserere che ancora si canta a Conversano durante le processioni del Venerdì santo.